# Dura cinnamomina
Dura cinnamomina är en fjärilsart som beskrevs av Rothschild 1915. Dura cinnamomina ingår i släktet Dura och familjen tofsspinnare. Inga underarter finns listade i Catalogue of Life.